# گو۲اسکای
گو۲اسکای (به انگلیسی: Go2Sky) یک شرکت هواپیمایی با کد یاتا 6G است که در تاریخ ۱۴ فوریه ۲۰۱۳ میلادی تأسیس شده است. این شرکت ۴ فروند هواپیمای بوئینگ ۷۳۷–۴۰۰ در ناوگان خود دارد.
دفتر مرکزی این شرکت هواپیمایی در شهر براتیسلاوا کشور اسلواکی قرار دارد و پایگاه اصلی آن، فرودگاه‌ام. آر. استفانیک است.